# Dibor trioxide
Dibor trioxide (B2O3) là một oxide của bor. Là một chất rắn trong suốt, không màu, hầu như luôn ở trạng thái glassy (vô định hình), nó còn được gọi là boric oxide hoặc boria.
Dibor trioxide có phân tử gam bằng 69,6202 g/mol, hệ số giãn nở nhiệt 0,031 (đơn vị ?), nhiệt độ nóng chảy khoảng 300 ℃ đến 700 ℃ (trung bình 577 ℃).

## Cấu trúc
Dibor trioxide có ba dạng đã biết, một dạng vô định hình và hai dạng tinh thể.

### Dạng vô định hình
Dạng vô định hình (g-B
2O
3) cho đến nay là dạng phổ biến nhất.

### Dạng tinh thể α
Dạng tinh thể (α-B
2O
3) chỉ bao gồm các cấu trúc hình tam giác BO3. Cấu trúc tinh thể của nó ban đầu được cho là các nhóm không gian enantiomorphic P31(#144) và P32(#145), giống như γ-glycin, nhưng sau đó được sửa lại thành các nhóm không gian enantiomorphic P3121(#152) và P3221(#154) trong hệ tinh thể ba phương, giống như thạch anh-α.

### Dạng tinh thể β
Mạng ba phương (trigonal network) trải qua quá trình biến đổi coesit-like thành đơn nghiêng β-B
2O
3 ở vài gigapascal (9,5 GPa).

## Ứng dụng
- Chất trợ chảy cho thủy tinh và men gốm.
- Nguyên liệu đầu vào để tổng hợp các hợp chất khác của bor như carbide bor.
- Chất phụ gia sử dụng trong sợi thủy tinh (sợi quang).

### Trong vật liệu gốm
Dibor trioxide được dùng trong vật liệu gốm thuộc nhóm lưỡng tính. Men có chất này thường có độ lỏng cao và sức căng bề mặt thấp.
Cơ chế kết hợp giữa dibor trioxide và calci oxide, natri oxide cho đến nay vẫn chưa được hiểu rõ như các hệ khác. Do có hệ số giãn nở nhiệt thấp, dibor trioxide có thể dùng tốt để ngăn chặn vết rạn (với hàm lượng thích hợp, nếu không lại làm tăng vết rạn). Dibor trioxide giúp hình thành lớp đệm chuyển tiếp đất sét-nước men để ngăn chặn rạn. Dibor trioxide có thể xem là một chất tạo thủy tinh có tính acid nhưng cũng có thể xem là một oxide trợ chảy.
Trong một cách nào đó, người ta có thể xem dibor trioxide là một tương đương của silica nóng chảy ở nhiệt độ thấp. Do lưỡng tính, người ta không biết phải cho dibor trioxide vào cột nào trong phân loại đồng nhất. Xét về mặt công thức hóa học thì phải xếp nó vào cột lưỡng tính nhưng như vậy sẽ khó khi so sánh công thức có chứa dibor trioxide và không chứa dibor trioxide.
Dùng cho các loại men chảy ở nhiệt độ thấp, dibor trioxide có thể thay thế cho các oxide trợ chảy có hệ số giãn nở nhiệt cao hay thay thế cho silica do silica không thể hiện diện với hàm lượng cao (nhiều silica thì nhiệt độ nóng chảy của men cũng cao hơn). Borax và acid boraic đều hòa tan trong nước và do đó không dùng được trực tiếp cho men.
Dibor trioxide có nhiều ưu điểm khi sử dụng làm oxide tạo thủy tinh. Tuy nhiên, gerstley borat, nguồn cung cấp dibor trioxide quan trọng lại thường có vấn đề về tính đồng nhất và có thể làm keo hóa ở thể huyền phù. Men borosilicat là loại men thay thế chủ yếu cho các loại men có chì, do đó, dibor trioxide rất quan trọng trong ngành gốm sứ.
Men trong suốt nhiệt độ nung thấp dùng bor thủy tinh (có CaO nhưng không có alumina) sẽ có màu xanh da trời đục, gợn mây do có sự tạo thành các tinh thể borat calci. Khi hàm lượng alumina đến một giới hạn nào đó đủ làm đặc quánh men thì sự tạo thành các tinh thể borat calci bị trở ngại.

## Lượng hấp thụ hàng ngày
Tổng số bor hấp thụ hàng ngày trong khẩu phần ăn của con người dao động trong khoảng 2,1–4,3 mg bor/kg trọng lượng cơ thể.
Dibor trioxide là chất độc hại, hàm lượng bor cho phép trong nước uống là 0,6 ppm.